# Юсуфа Нжіє
Юсуфа Нжіє (англ. Yusupha Njie, нар. 3 січня 1994, Банжул) — гамбійський футболіст, нападник португальської «Боавішти» і національної збірни Гамбії.

## Клубна кар'єра
Народився 3 січня 1994 року в Банжулі. Вихованець футбольної академії «Черно Самба».
У дорослому футболі дебютував 2011 року виступами за команду «Реал де Банжул», в якій провів два сезони. 
Своєю грою за цю команду привернув увагу представників тренерського штабу марокканського ФЮС (Рабат), до складу якого приєднався 2013 року. Відіграв за клуб з Рабата наступні чотири сезони своєї ігрової кар'єри.
2017 року перейшов до португальської «Боавішти».

## Виступи за збірну
2017 року дебютував в офіційних матчах у складі національної збірної Гамбії.
У складі збірної був учасником Кубка африканських націй 2021 року в Камеруні.

## Титули і досягнення
- Чемпіон Марокко (1):

ФЮС (Рабат): 2015-2016